# Érick Mathé
Érick Mathé (* 23. Juli 1971 in Nanterre) ist ein französischer Handballtrainer.

## Karriere
Érick Mathé war bereits im Alter von 20 Jahren Trainer bei Courbevoie Handball, wo er sechs verschiedene Mannschaften betreute. Acht Jahre lang war er Leiter des Nachwuchsleistungszentrums in Poitiers, wo er an der Ausbildung des späteren französischen Nationalspielers Nicolas Tournat beteiligt war. Ab 2005 trainierte er auch die Frauenmannschaft Poitiers EC. In der Saison 2010/11 war Mathé Cheftrainer der Frauenmannschaft von ESBF Besançon, mit der er den zehnten Platz in der ersten französischen Liga belegte. Anschließend übernahm er den Männer-Drittligisten Girondins de Bordeaux HBC, mit dem ihm 2013 der Aufstieg in die Pro D2 gelang. Nachdem dort 2014 der vierte Platz erreichte worden war, wurde Mathé zum besten Trainer der Liga gewählt. Im Sommer 2014 zog sich der Verein aufgrund finanzieller Missstände zurück. Mathé wurde ab Sommer 2015 Assistent von Patrice Canayer beim Erstligisten Montpellier Handball. Mit dem Rekordmeister gewann er 2016 die Coupe de France und die Coupe de la ligue sowie 2018 die EHF Champions League.
Ab 2018 war er Cheftrainer beim Erstligisten Chambéry SMB HB, mit dem er 2019 den Pokal gewann und 2022 das Finale im Ligapokal erreichte. In der Saison 2018/19 wurde er zum Trainer der Saison gewählt. Ab Februar 2020 war er zusätzlich Assistent von Guillaume Gille bei der französischen Männer-Nationalmannschaft, mit der er bei den Olympischen Spielen 2020 (2021) in Tokio u. a. mit Nicolas Tournat die Goldmedaille gewann. Nach den Olympischen Spielen 2024 beendete er seine Tätigkeit als Co-Trainer der französischen Auswahl.
Zur Saison 2024/25 übernahm er Montpellier Handball als Cheftrainer. Unter seiner Leitung gewann Montpellier 2025 die Coupe de France.